# Raphaël Chanterie
Raphaël Chanterie (ur. 22 listopada 1942 w Oeselgem) – belgijski i flamandzki polityk oraz działacz związkowy, poseł do Parlamentu Europejskiego I, II, III i IV kadencji.

## Życiorys
Z wykształcenia nauczyciel, pracował w tym zawodzie w Waregem. Pełnił też funkcję sekretarza generalnego EUCDW, chadeckiej organizacji związkowej przy Europejskiej Partii Ludowej. Długoletni działacz Chrześcijańskiej Partii Ludowej, był członkiem władz wykonawczych tego ugrupowania, wchodził też w skład biura politycznego międzynarodówki chrześcijańsko-demokratycznej. Pełnił funkcję doradcy w administracji rządowej.
Od 1981 do 1999 sprawował mandat eurodeputowanego czterech kadencji. Był m.in. wiceprzewodniczącym grupy chadeckiej oraz przewodniczącym Komisji ds. Petycji. Po odejściu z PE od 1999 pełnił obowiązki szefa gabinetu politycznego komisarz europejskiej Viviane Reding.